# Ramaria zippelii
Ramaria zippelii är en svampart som först beskrevs av Joseph-Henri Léveillé, och fick sitt nu gällande namn av Corner 1950. Ramaria zippelii ingår i släktet Ramaria och familjen Gomphaceae.   Inga underarter finns listade i Catalogue of Life.